# 詹姆士·亞瑟
詹姆士·安德魯·亞瑟（英語：James Andrew Arthur，1988年3月2日—）是一名英國的歌手及詞曲作家。他是《英國版X音素》第九季（2012年）的冠軍得主，並在奪冠之後發行了自己的首張單曲〈Impossible〉。

## 外部連結
- 詹姆士·亞瑟在豆瓣上的资料（简体中文）
- 詹姆士·亞瑟的Facebook專頁